# Thomas Hill (skådespelare)
Thomas Hill, född 2 juni 1927 i Landour, Mussoorie, Indien, död 20 april 2009 till följd av en hjärtinfarkt i Bloomington, Indiana, USA, var en amerikansk skådespelare. Han är mest känd för filmerna Den oändliga historien, Den oändliga historien 2 - Nästa kapitel och Postmannen ringer alltid två gånger. Han var den enda skådespelaren som medverkade i mer än en del av Den oändliga historien-trilogin.

## Filmografi i urval
- 1965 - En röst i telefonen
- 1966 - Flipper (gästroll i TV-serie)
- 1979 - Too Far to Go
- 1979 - Portrait of a Stripper
- 1980 - Agent 86 med rätt att göra bort sig
- 1981 - Postmannen ringer alltid två gånger
- 1982 - Tredje världskriget
- 1982 - Firefox
- 1983 - Wizards and Warriors (gästroll i TV-serie)
- 1983 - Remington Steele (gästroll i TV-serie)
- 1984 - Den oändliga historien
- 1984 - V: The Final Battle (TV-serie)
- 1985 - The Facts of Life (gästroll i TV-serie)
- 1987 - Svarta änkan
- 1987 - Våra värsta år (gästroll i TV-serie)
- 1990 - Den oändliga historien 2 - Nästa kapitel
- 1993 - I lagens namn (gästroll i TV-serie)